# Centropyge interrupta
Centropyge interrupta là một loài cá biển thuộc chi Centropyge trong họ Cá bướm gai. Loài này được mô tả lần đầu tiên vào năm 1918.

## Từ nguyên
Từ định danh của loài trong tiếng Latinh có nghĩa là "bị gián đoạn", hàm ý không được giải thích.

## Phạm vi phân bố và môi trường sống
C. interrupta có phạm vi trải dài từ đảo Honshu đến bán đảo Izu (Nhật Bản), và còn được tìm thấy ở xa hơn về phía nam như quần đảo Izu, quần đảo Ogasawara và quần đảo Ryukyu; ở phía tây bắc quần đảo Hawaii, phạm vi của chúng trải dài từ rạn san hô vòng Midway và rạn san hô vòng Kure trải dài đến Pearl và Hermes.
C. interrupta sống gần các rạn san hô và đá ngầm ở độ sâu khoảng từ 12 đến 60 m.

## Mô tả
C. interrupta có chiều dài cơ thể tối đa được biết đến là 16 cm. Đầu và thân trước màu cam, chuyển dần sang màu xanh lam thẫm ở thân sau, và màu vàng tươi ở cuống đuôi và vây đuôi. Vây bụng và vây ngực màu vàng cam. Vây lưng, vây đuôi, vây bụng và vây hậu môn có dải viền màu xanh ánh kim ở rìa. Cơ thể của chúng lốm đốm các vệt màu xanh thẫm, đặc biệt phần đầu của cá đực dày đặc các vệt đốm xanh, làm cho phần đầu của chúng ánh xanh khi được quan sát dưới nước. Phía sau vây lưng và vây hậu môn của cá cái có màu lam thẫm, còn ở cá đực có các vạch màu xanh óng trên nền đen.
Số gai ở vây lưng: 14; Số tia vây ở vây lưng: 16; Số gai ở vây hậu môn: 3; Số tia vây ở vây hậu môn: 17.

## Sinh thái học
Thức ăn phổ biến của C. interrupta có lẽ là tảo.
C. interrupta có xu hướng sống theo từng nhóm nhỏ, gồm một con cá đực trưởng thành thống trị những con cá cái trong hậu cung của nó (một nhóm có từ 1 đến 4 cá thể cái). Nếu cá đực thống trị biến mất, con cá cái lớn nhất đàn sẽ chuyển đổi giới tình thành cá đực, một hành vi được quan sát ở nhiều loài Centropyge khác. Quá trình chuyển đổi giới tính được ghi nhận diễn ra trong vòng khoảng từ 20 đến 39 ngày.

## Thương mại
C. interrupta thường được thu thập cho việc buôn bán cá cảnh và đã được nhân giống trong điều kiện nuôi nhốt.